# Pesagi (Penebel)
Pesagi is een bestuurslaag in het regentschap Tabanan van de provincie Bali, Indonesië. Pesagi telt 1534 inwoners (volkstelling 2010).